# Март, Альберт
Альберт Март (5 мая 1828 — 5 августа 1897) — немецкий астроном, работавший в Англии и Ирландии.
Переехал в Англию в 1853 году для работы с Джорджем Бишопом, богатым винным торговцем, покровительствовавшем астрономии, в его частной обсерватории. В те времена оплата за астрономические работы была редким явлением.
Работал ассистентом Уильяма Лассела на Мальте, открыв 600 туманностей. Также открыл один из первых астероидов, 29 Амфитрита.
Работал в обсерватории Маркри в Ирландии, где был назначен вторым по счёту директором.
Вычислил многие эфемериды тел Солнечной системы. Также вычислял прохождения различных планет относительно других планет.
В честь него названы кратер на Луне и кратер на Марсе.